# Dinocaridida
Dinocaridida é um proposto táxon extinto formado por fósseis de animais marinhos como os artrópodes encontrados no Cambriano e no Devoniano. É subdivida em quatro famílias, os Anomalocaridae,  Amplectobeluidae, Tamisiocaridae e Opabinidae. O nome desse grupo vem do grego "Deinos" e "Caris" que significa "camarão terrível" ou "caranguejo terrível", devido à aparência semelhante a crustáceos e a hipótese que sugere que os membros desta classe foram os predadores de seu tempo.
Os dinocaridídeos são bilateralmente simétricos, com uma cutícula não mineralizada e um corpo dividido em dois grandes tagmata, ou seções do corpo. A seção frontal devia ter uma ou mais garras encontradas na frente da boca, que estava localizada na parte inferior destas criaturas. O corpo possui treze segmentos ou mais, cada um com seu próprio lóbulo natatório e sua brânquia. Pensa-se que os lóbulos produziam um movimento ondulatório o que impulsionava o animal para frente de uma forma semelhante ao choco.
A colocação dos dinocaridídeos parece incerta: eles parecem ser um grupo tronco dos artrópodes. Em alguns trabalhos recentes eles são agrupados com as enigmáticas formas do filo Lobopodia.

O grupo é geograficamente amplo, e tem sido relatado a partir de estratos cambrianos do Canadá, China e Rússia, bem como no Devoniano da Alemanha.